# Samokolnica
Samokolnica (pogovorno tudi šajtrga in karjola) je ročno prevozno sredstvo za tovor, ki se uporablja v gradbeništvu in kmetijstvu.